# Emile Bosquet
Emile Paul Louis Alphonse Bosquet (Schaerbeek (Regió de Brussel·les-Capital), 8 de desembre, 1878 - Idem. 18 de juliol, 1959), va ser un pianista belga.
Va néixer a la família del daurador Paul Emile Bosquet i Marie Louise De Waele. Va rebre la seva formació musical al Conservatori de Brussel·les amb, entre d'altres, Arthur De Greef i amb Ferruccio Busoni a Weimar. Durant els seus estudis a Brussel·les va guanyar diversos primers premis, entre ells de solfeig, harmonia teòrica i virtuosisme (aquest últim el 1898 va guanyar el Premi Rubinstein a Viena). Va seguir una gira de concerts que el va portar a Sant Petersburg, on va tocar el Concert per a piano núm. 5 d'Anton Rubinstein. Va ser durant un temps un protegit del violinista Eugène Ysaÿe. En els anys següents també va poder ser admirat diverses vegades als Països Baixos. Del 1905 al 1946 va ensenyar al Conservatori d'Anvers i del 1919 al 1944 al Conservatori de Brussel·les. Era un pianista que tenia una preferència pel repertori ja oblidat. L'any 1926, com a pianista, va formar el "Trio de la cour de Belgique" amb Hector Clokers i Maurice Dambois, que va fer concerts i fer enregistraments. Va ser membre de la Reial Acadèmia de Bèlgica.

## Publicacions
- Publicà Techniquemoderne du pianiste virtuose (1904) i La musique de clavier/Les amis de la musique (1953). També va editar una col·lecció d'arranjaments de sonatines, que aleshores corrien perill de ser oblidades. Va ser professor de Marinus De Jong i Flore Levine-Cousyns. També va actuar com a membre del jurat del Concurs Reina Elisabet.